# Kamenica (Kraljevo)
Pour les articles homonymes, voir Kamenica.
Kamenica (en serbe cyrillique : Каменица) est un village de Serbie situé sur le territoire de la ville de Kraljevo, district de Raška. Au recensement de 2011, il comptait 152 habitants.

## Démographie
| 1948 | 1953 | 1961 | 1971 | 1981 | 1991 | 2002 | 2011 |
| ---- | ---- | ---- | ---- | ---- | ---- | ---- | ---- |
| 311  | 329  | 346  | 265  | 244  | 209  | 180  | 152  |

|  |